# Cap de Cala Figuera
Cap de Cala Figuera är en udde i Spanien.   Den ligger i regionen Balearerna, i den östra delen av landet, 500 km öster om huvudstaden Madrid.
Terrängen inåt land är huvudsakligen platt, men norrut är den kuperad. Havet är nära Cap de Cala Figuera åt sydost.  Närmaste större samhälle är Palma de Mallorca, 16,7 km nordost om Cap de Cala Figuera. 